# 半地下室
半地下室泛指房間地面低於室外地平面的半穴居公寓單位，由於採光差、比較嘈吵、缺乏私隱等種種理由，其租金價格比同一棟樓宇的其他單位為低。韓國的半地下室因為2019年電影《上流寄生族》而獲世界認識。據了解，在首爾居住在半地下室的人口可能多達90萬。其興建原因可能源自1970年代面對美蘇冷戰，憂慮爆發戰爭，而在建築物下建造地堡的必要；或者因為韓國法例要求6層高的建築物必須裝置升降機，業主們紛紛興建5層建築並另設半地下室以減省成本。
在英國及北美洲都有類似建築。在美国它們被稱為英式地庫和地庫公寓。在英國，半地下室称为“semi basement”，原本多是多层住宅里供佣人居住和工作所用。当代由多层住宅分割出来的位于半地下层的单元一般可以直接连接后院，因此又有花園公寓（garden flat）的雅稱。

## 對租戶的健康風險
半地下室由於採光不足和通風較差，容易滋生黴菌；由於窗戶設於街道水平，鼠患情況亦比較嚴重。但是基於租金便宜的誘因下，租戶都別無他選，只有默默接受。2022年首爾水災，有居民因為洪水灌入無法走避而活生生淹死。